# Alfa Romeo 50
O Alfa Romeo 50 foi um caminhão italiano produzido pela Alfa Romeo entre 1931 e 1934.